# Río San Juan (municipio)
Río San Juan es un municipio de la República Dominicana, que está situado en la provincia de María Trinidad Sánchez.

## Localización
El municipio está situado en la costa norte a sesenta kilómetros al este de Cabarete, a cincuenta kilómetros al noroeste de Nagua y a dos horas en coche de Puerto Plata.

## Límites
Municipios limítrofes:
|                                                    | Norte: Océano Atlántico |               |
| Oeste: Gaspar Hernández y San Francisco de Macorís |                         | Este: Cabrera |
|                                                    | Sur: Nagua              |               |

## Distritos municipales
Está formado por el distrito municipal de:
| Nombre       | Código   |
| ------------ | -------- |
| Río San Juan | 03140401 |

## Historia
Los primeros pobladores del municipio fueron los indios Ciguayos, pertenecientes al cacicazgo de Maguá, quienes llamaban al Río Cumíti, al que más tarde se le dio el nombre de Río San Juan, en honor a un cacique procedente de Puerto Plata, el cual fue bautizado con el nombre de San Juan. Al desaparecer la raza indígena, esta comarca comienza a poblarse a principios del siglo pasado tomando la población la denominación de La Boca, por estar ubicada cerca de la desembocadura del río. 
En el año 1914, la población urbana tuvo un aumento notable, por lo que el 1 de junio de 1944 se elevó a Distrito Municipal, mediante decreto presidencial. En ese entonces no existían carreteras, únicamente un camino vecinal comunicando con el municipio de Cabrera. 
Las actividades comerciales eran realizadas por vía marítima, principalmente con la ciudad de Puerto Plata.

## Demografía
En el censo de 1993 la población estaba compuesta por 12.556 habitantes, de los que 5.899 pertenecían a la zona rural y 6.657 pertenecían a la zona urbana. Un estudio realizado actualmente arroja una población promedio de 20.000 habitantes. 

## Economía
Tradicionalmente la producción económica del municipio de Río San Juan estuvo basada en la ganadería, la pesca y la agricultura y se realizaba vía marítima con Puerto Plata. Luego en la década de los años 80, el aumento de la actividad turística produjo un gran desplazamiento de la población rural hacia la ciudad, por lo que la producción agropecuaria mermó considerablemente proyectándose la economía del municipio hacia el consumismo y no a la producción lo que permitió que se concentraran las riquezas en las empresas turísticas y comerciales.

### Comunicaciones
El municipio de Río san Juan, cuenta con los medios de comunicación más actualizados como: Televisión por Cable, canal local de televisión, Teléfono, Emisora de radio, Oficina de correo y telecomunicaciones, entre otros. 

### Transporte
En el municipio existe un sistema de transporte compuesto por empresas privadas que brindan servicios de transporte público desde y hacia: Santo Domingo, Santiago de los Caballeros, Puerto Plata, Sosúa, Gaspar Hernández y Nagua. También existe una empresa de Taxis turístico con modernas y confortables unidades de transporte. Otro sistema de transporte muy utilizado es el Motoconcho, utilizado principalmente en el casco urbano.

## Turismo
Es un municipio de 15.000 habitantes afectados por el turismo de masas y que ha conservado todo su encanto. Río San Juan es uno de los más alegres del país. Las casas de madera están pintadas en colores flamígeros y el pueblo de la cordial bienvenida a los turistas.
El municipio es conocido por los amantes de la naturaleza y los aficionados de ociosidad aun estando un poco lejos de los principales lugares turísticos de la zona. Las playas son hermosas, en especial la de Caletón (una tranquila bahía rodeada de manglares y de rocas). Los entusiastas del surf prefieren Playa Grande, una gran playa de arena, mundialmente famosa por sus olas,  y Playa Preciosa, con su imponente vegetación y aguas color turquesa. En las inmediaciones de Playa Grande, se encuentra el Campo de Golf Playa Grande, construido en 1997 con el sello del afamado Robert Trent Jhones, y considerado uno de los mejores a nivel mundial.  Además, Amanera Resort  at Playa Grande, un hotel de ultra Lujo, forma parte del máster plan de desarrollo que incluye el Playa Grande Beach Club, Playa Grande Residences y otras amenidades turísticas, incluyendo facilidades en Playa Preciosa y una reserva ecológica del bosque húmedo que rodea la zona. 
Otras opciones de alojamiento incluyen el hotel Bahía Blanca y el Hotel Río San Juan, ubicados en el centro de la ciudad, así como una gran oferta de villas y residencias para alquilar. En las montañas que bordean el municipio se encuentran hacienda Vista Linda y la comunidad francesa que ha elegido a Río San Juan como su segundo hogar.  
Río San Juan también es popularmente conocido por su Laguna Gri Gri, una gran laguna de manglares donde se puede embarcar y navegar entre sus misteriosas cavernas y cuevas aparecidas por la erosión de los años. Se llama Gri Gri debido a los árboles que forman parte de su copiosa vegetación en la orilla. 

#### Playas y lugares de interés turístico
- Playa Grande.
- Playa Caletón.
- Playa Preciosa (Navío).
- Playa de los Muertos.
- Playa de Mino.
- Laguna Grí Grí
- Playa de Los Guardias.
- La Piscina Natural.
- Cueva de Las Golondrinas.
- Monumento Natural Bosque Húmedo de Río San Juan.
- El Mirador.
- El Hoyo (La Guarida).
- Playa Chencho.
- Playa Grí-Grí.
- El Pontón.
- Playa de los Enamorados.
- Playa de los Barcos.
- Parador Fotográfico del Rompeolas.

playa escondida

## Festividades
- 'Carnavarengue' Carnaval marino de Río San Juan, fundado en 1997.